# لوریس فاچی
لوریس فاچی (به انگلیسی: Loris Facci) (زادهٔ ۱۳ اوت ۱۹۸۳) شناگر اهل ایتالیا است.